# Simyra albida
Simyra albida là một loài bướm đêm trong họ Noctuidae.